# Rhinogobius xianshuiensis
Rhinogobius xianshuiensis är en fiskart som beskrevs av Chen, Wu och Shao, 1999. Rhinogobius xianshuiensis ingår i släktet Rhinogobius och familjen smörbultsfiskar. Inga underarter finns listade i Catalogue of Life.